# البهرة الداودية التقدمية
حركة البهرة الداودية التقدمية، المعروفة أيضًا باسم شباب البهرة هي حركة إصلاحية داخل طائفة البهرة الداودية التابعة للمذهب الشيعي الإسماعيلي المستعلي. يختلفون مع التيار السائد للبهرة الداودية، بقيادة الداعي المطلق في القضايا العقائدية والاقتصادية والاجتماعية، وانفصلوا عنها ق. 1977.
قاد أصغر علي إنجينير البهرة الداووديين التقدميين، حتى وفاته في عام 2013 م. زعم إنجينير أن الداعي المطلق رقم 51، طاهر سيف الدين، ادعى العصمة وأصدر مبادئ جديدة تنص على أن جميع الممتلكات المملوكة للبهرة (بما في ذلك المساجد) تنتمي إلى الداعي، وأنهم مجرد حراس حسابات نيابة عنه. علاوة على ذلك، ادعى سيف الدين أنه أسس عقيدة الرضا، والتي تتطلب من أتباعه ألا يفعلوا شيئًا (علمانيًا أو دينيًا، بما في ذلك الصلاة) دون الحصول على إذنه أولًا. بدأت سياسة طلب الرضا في عام 1902 م، عندما طالب الداعي المطلق رقم 50، عبد الله بدر الدين، بالسعي للحصول عليها قبل أن يبدأ بناء مدرسة علمانية في برهانبور. طعن العديد من البهرة في سلطة بدر الدين ثم خليفته سيف الدين من خلال التقاضي في محاكم مومباي، وقد قبل القاضي ادعاءات سيدنا.

## المعتقدات والممارسات
ويخضع التقدميون لسياسة الطرد، وهي شكل من أشكال الحرمان الذي يمنع أعضاء المجتمع الآخرين من التحدث إليهم ويمنعهم من دخول المساجد، ويشبهون هذا الوضع بحالة المنبوذين.
كما يزعم مجتمع البهرة الداوودي التقدمي أن الداعي الثاني والخمسين سيدنا محمد برهان الدين ادّعى نفس حقوق سيف الدين. واستُؤنف الحكم أمام محكمة راجستان العليا في جودبور. وادّعى البهرة التقدميون أن قانون الأوقاف لعام 1954 م منح مجلس الأوقاف سلطة حصرية على ممتلكات، مثل المساجد، وأن سيدنا برهان الدين ليس له أي حقوق عليها.

## طالع أيضًا
- البهرة العلوية
- أتباع ملاك
  - أتباع ملاك بدر
  - أتباع ملاك وكيل
- البهرة الداودية
- البهرة الهباتية
- بهرة السنة
- البهرة السليمانية

## روابط خارجية
- البهرة الداووديون التقدميون